# Kup Nogometnog saveza Ličko-senjske županije 2017./18.
Kup Nogometnog saveza Ličko-senjske županije za sezonu 2017./18. je igran u proljetnom dijelu sezone. 
 Natjecanje je osvojio Nehaj iz Senja, koji je time stekao pravo nastupa u pretkolu Hrvatskog kupa u sezoni 2018./19.

## Sudionici
U natjecanju je nastupilo 11 klubova, prikazani prema pripadnosti ligama u sezoni 2017./18.
|                                             | |  |
| 4. NL NS Rijeka (IV.) - Nehaj Senj - Otočac | ŽNL Ličko-senjska (V.) - Bunjevac-Gavran Krivi Put - Croatia 92 Lički Osik - Gospić 91 - Lika 95 Korenica - Novalja - Perušić - Plitvice Mukinje (Plitvička Jezera) - Sokolac Brinje - Velebit Žabica |  |

## Rezultati

### 1. kolo
| par                                      | rez.     | napomene                                                 |
| ---------------------------------------- | -------- | -------------------------------------------------------- |
| Lika 95 Korenica - Perušić               | 3:0 p.f. | Perušić odustao od natjecanja u proljetnom dijelu sezone |
| Gospić 91 - Bunjevac-Gavran Krivi Put    | 3:0      | [ 2 ] [ 3 ]                                              |
| Plitvice Mukinje - Croatia 92 Lički Osik | 0:6      | [ 2 ] [ 3 ]                                              |
| Sokolac Brinje - Novalja                 | 2:0      | [ 2 ] [ 3 ]                                              |
| Velebit Žabica                           | slobodan | slobodan                                                 |

### 2. kolo
| par                                      | rez.     | napomene               |
| ---------------------------------------- | -------- | ---------------------- |
| Lika 95 Korenica - Croatia 92 Lički Osik | 0:3 p.f. | [ 2 ] [ 3 ] [ 4 ]      |
| Gospić 91 - Nehaj Senj                   | 0:3 p.f. | Nehaj prošao bez borbe |
| Velebit Žabica - Otočac                  | 3:0      | [ 2 ] [ 3 ] [ 5 ]      |
| Sokolac Brinje                           | slobodan | slobodan               |

### Poluzavršnica
| par                                | rez.     | napomene               |
| ---------------------------------- | -------- | ---------------------- |
| Nehaj Senj - Croatia 92 Lički Osik | 3:0 p.f. | Nehaj prošao bez borbe |
| Velebit Žabica - Sokolac Brinje    | 6:0      | [ 6 ] [ 5 ] [ 8 ]      |

### Završnica
Igrano 29. svibnja 2018. u Žabici na igralištu Trupinovac.

| klub1          | - | klub2      | rez. |                                  |
| -------------- | - | ---------- | ---- | -------------------------------- |
| Velebit Žabica | - | Nehaj Senj | 1:3  | Nehaj pobjednik županijskog kupa |